# Videnskabernes Selskabs Ordbog
Videnskabernes Selskabs Ordbog (VSO, også Dansk Ordbog udgiven under Videnskabernes Selskabs Bestyrelse) er en dansk ordbog udgivet 1793-1905 af Videnskabernes Selskab.
Værket blev besluttet udført under Henrik Hielmstjernes ledelse, og i 1777 blev Videnskabernes Selskab bevilget 500 rigsdaler af Christian 7. til dets udførelse. Der lå dog allerede betydelige forarbejder, idet både Frederik Rostgaard (1671-1741) og Jacob Langebek (1710-1775) fra begyndelsen af 1700-tallet til Langebeks død havde samlet materiale til en dansk ordbog. Også kancellisekretær Matthias Moth (1649-1719) havde foretaget samlinger til en ordbog ("Moths Ordbog"). De blev anvendt i arbejdet på Videnskabernes Selskabs projekt. 
Teorien bag ordbogen var baseret på Samuel Johnsons A Dictionary of the English Language fra 1755: ordene står i alfabetisk orden med en tilføjet etymologi eller slægtskab med andre sprog, ordenes forskellige betydninger udvikles og er forsynet med eksempler. Mange af Danmarks lærde arbejdede på ordbogen i dens første fase, blandt andre Bolle Willum Luxdorph, Peter Frederik Suhm, Nicolai Elert, Rasmus Nyerup og Ole Strøm.
Ebba Hjorth skriver i Dansk Sproghistorie at ordbogen "er digitaliseret i 2016". I 2021 udtalte Marita Akhøj Nielsen at den ikke var med i Videnskabernes Selskabs digitalisering af deres samlinger, men udskudt til et separat projekt om at gøre enkeltordene søgbare.

## Udgivelseskronologi
- Bind 1 A-E 1793.
- Bind 2 F-H 1802.
- Bind 3 I-L 1820.
- Bind 4 M-O 1826.
- Bind 5 P-R 1829.
- Bind 6 S 1848.
- Bind 7 T-U 1853.
- Bind 8 V-Z 1905.

Ordbogen blev hurtigt forældet på grund af sin lange udgivelsesperiode, men var det allerede fra dens første bind, fordi den fortrinsvis byggede på de store samlinger af materiale, som var foretaget op til hundrede år før udgivelsen. Det blev efter udgivelsen af bind otte hurtigt klart, at der behøvedes en ny ordbog. Den begyndte at udkomme fra 1919 med titlen Ordbog over det danske Sprog.